# Goniolimon callicomum
Goniolimon callicomum är en triftväxtart som först beskrevs av Carl Anton von Meyer, och fick sitt nu gällande namn av Pierre Edmond Boissier. Goniolimon callicomum ingår i släktet Goniolimon och familjen triftväxter. Inga underarter finns listade i Catalogue of Life.